# Ладзари, Мануэль
Мануэль Лаццари (итал. Manuel Lazzari; родился 29 ноября 1993 года, Вальданьо) — итальянский футболист, полузащитник клуба «Лацио» и сборной Италии.

## Клубная карьера

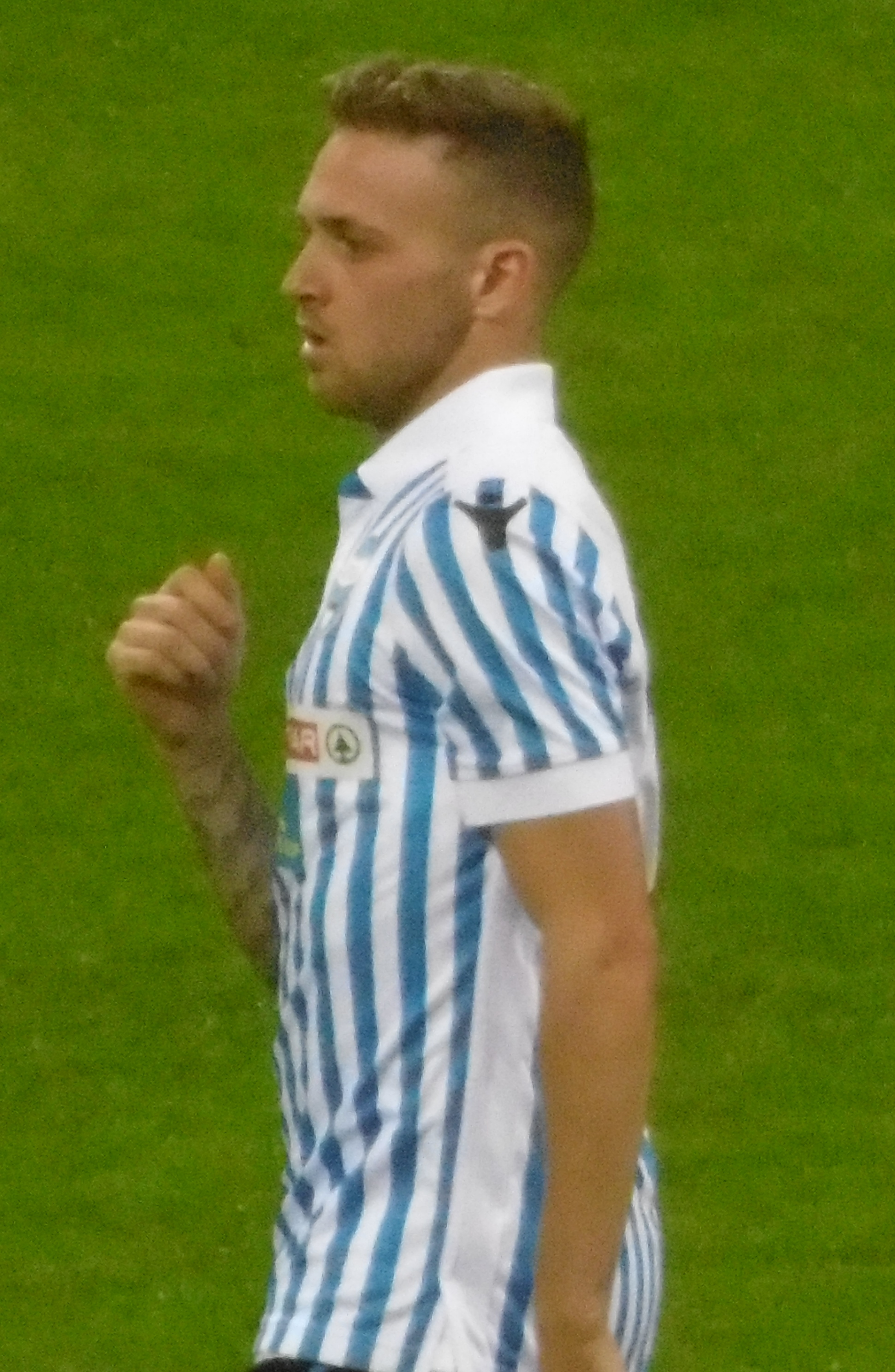
Ладзари в составе СПАЛа

Ладзари — воспитанник клуба «Монтеккьо-Маджоре», в 2010 году в составе которого он дебютировал на профессиональном уровне. По окончании сезона Мануэль покинул команду и следующие два года выступал за клубы низших дивизионом чемпионата Италии «Дельта Ровиго» и «Джакоменсе». Летом 2013 года Ладзари перешёл в СПАЛ. 8 сентября в матче против «Монцы» он дебютировал за новую команду. По итогам сезона игрок помог клубу выйти в Серию C. 13 сентября 2015 года в поединке против «Римини» Мануэль забил свой первый гол за СПАЛ. В 2016 году Ладзари помог клубу подняться дивизионом выше. 27 августа в матче против «Беневенто» он дебютировал в Серии B. По окончании сезона Мануэль помог команде выйти в элиту. 20 августа в матче против «Лацио» он дебютировал в итальянской Серии A.

## Карьера в сборной
10 сентября 2018 года в матче Лиги наций против сборной Португалии Ладзари дебютировал за сборную Италии.

## Стиль игры
Быстрый, умелый атакующий игрок, Ладзари считается одним из лучших атакующих правых защитников в мировом футболе.